# Philippe Quinault
Philippe Quinault (Parigi, 3 giugno 1635 – Parigi, 26 novembre 1688) è stato un drammaturgo e librettista francese.

## Biografia
La vita di Philippe Quinault è la storia di un'ascesa sociale riuscita. Figlio di un panettiere, entra al servizio di Tristan l'Hermite che lo inizia alla letteratura e alla vita mondana. Ambizioso e desideroso di farsi conoscere, comincia a frequentare salotti e circoli letterari. Aspira anche alla ricchezza: nel 1660 sposa una vedova facoltosa, diviene vallet de chambre e auditeur à la chambre des comptes (l'organismo volto a verificare la gestione finanziaria degli agenti dello stato) e nel 1670 è ammesso all'Académie Française. Il 1672 segna un'evoluzione importante nella sua opera: il musicista Giovanni Battista Lulli gli chiede di comporre i libretti delle sue opere. Quinault collaborerà con lui fino al 1686, quando abbandonerà il teatro, per dedicarsi esclusivamente alla redazione di opere religiose.

## Opere
La produzione teatrale di Quinault è variegata: scrive la sua prima la commedia, Les rivales (1653); seguiranno poi La mère coquette (1665), che riprende lo schema classico dell'amore contrastato, e le tragedie Astrate (1664) e Pausanias (1668). Ma ciò che più conta nella sua opera è il contributo all'evoluzione del teatro cantato che lo pone come il uno dei creatori dell'opéra alla francese. Partecipando, con Molière e con Pierre Corneille, alla redazione della Psyché (1671), Quinault inizia la collaborazione con Lulli: scriverà numerose tragedie liriche quali Thésée (1675); Atys (1676); Roland (1685), opere dallo svolgimento segnato dalla tensione drammatica - ma con scioglimento a volte lieto - sospese tra romanticismo e preziosità.